# Vixe Mainha - Ao Vivo
Vixe Mainha - Ao Vivo é o primeiro álbum ao vivo da banda brasileira de axé music Vixe Mainha sob o comando da cantora Gilmelândia, também conhecida apenas como Gil. O disco foi lançado pela gravadora baiana Studio UpSe7e.

## Informações
O disco foi gravado em 15 de outubro de 2009, quase um ano antes de ser lançado oficialmente, na cidade de Porto Seguro, na Bahia. Pela primeira vez na carreira Gilmelândia esteve envolvida na produção do disco, escolhendo junto com os produtores e diretores o cenário, o figurino, e a iluminação.
| “ | Foi tanto trabalho que eu não podia deixar nenhum detalhe passar em branco. Queria tudo com a minha cara, e com a cara do Vixe Mainha | ” |

## Concepção e produção
O show de gravação do disco teve como diretor de fotógrafia o baiano Binho Dutra, que esteve responsável pelas fotos que estariam no encarte físico e a concepção visual assinada pelo Studio UPSE7E.

## Faixas
| N.º | Título                                         | Duração |  |
| 1.  | "Café com Pão"                                 |         |  |
| 2.  | "Bate Lata"                                    |         |  |
| 3.  | "Saudade"                                      |         |  |
| 4.  | "Venha"                                        |         |  |
| 5.  | "O Arrastão"                                   |         |  |
| 6.  | "Rua"                                          |         |  |
| 7.  | "Na Base do Beijo"                             |         |  |
| 8.  | "De Barco ou de Avião"                         |         |  |
| 9.  | "Malandragem"                                  |         |  |
| 10. | "Ja É (Vou de Navio, de Avião ou Vou de Trem)" |         |  |
| 11. | "Na Paz de Jah"                                |         |  |
| 12. | "Tô Fazendo Falta"                             |         |  |
| 13. | "Dá Beijinho Que Passa"                        |         |  |
| 14. | "Feito Capim"                                  |         |  |
| 15. | "Rebolation"                                   |         |  |
| 16. | "Baixa Essa Guarda"                            |         |  |
| 17. | "Eu Quero Só Você"                             |         |  |
| 18. | "No Balanço do Chiclete"                       |         |  |
| 19. | "Parará"                                       |         |  |
| 20. | "Hino Nacional Brasileiro"                     |         |  |